# سعيد برهان
الدكتور سعيد برهان عبد الله 1966، رئيس اتحاد علماء إفريقيا من التأسيس إلى يومنا الحاضر. ولد في إفنديه شمبوان بجزر القمر، وهو يحمل الجنسية السودانية.

## المؤهلات العلمية
بدأ سعيد برهان دراسته في دولته الأم إلى أن حصل على الشهادة الابتدائية سنة 1977,
و في عام 1981 حصل على دبلوم اللغة العربية لغير الناطقين بها. بعده بثلاث سنوات حصل على الشهادة المتوسطة من المدينة المنورة، و فيها حصل على الشهادة الثانوية و ذلك عام 1987، و هكذا واصل دراسته إلى أن حصل على الإجازة العالية في الشريعة الإسلامية و في عام 2000 حصل على درجة الدكتوراه في أصول الفقه من المدينة المنورة.

## الدورات والتدريبات
شارك سعيد برهان في العديد من الدورات:
- دورة في الآلة الكاتبة العربية.

- دورة الإسعافات الأولية.

- دورة في فنون الخط والزخرفة العربية.

- دورة في القانون الدولي الإنساني.

- دورات عديدة في برامج الأمم المتحدة لقضايا المرأة والطفولة وحقوق الإنسان.

- دورة تدريبية في التنظيم الإداري في قطر 1434هـ وتنزانيا أروشا سنة 1435هـ كلها مع المنتدى الإسلامي بلندن.

## المجالس والاتحادات الإقليمية والدولية التي له عضوية فيها
- 2006-2014، عضو في المجلس التنفيذي للمنظمة العربية للتربية والثقافة والعلوم، ممثل لجزر القمر.

- رابطة علماء المسلمين.

- منذ 2011، رئيسا لاتحاد علماء إفريقيا